# 五點模版

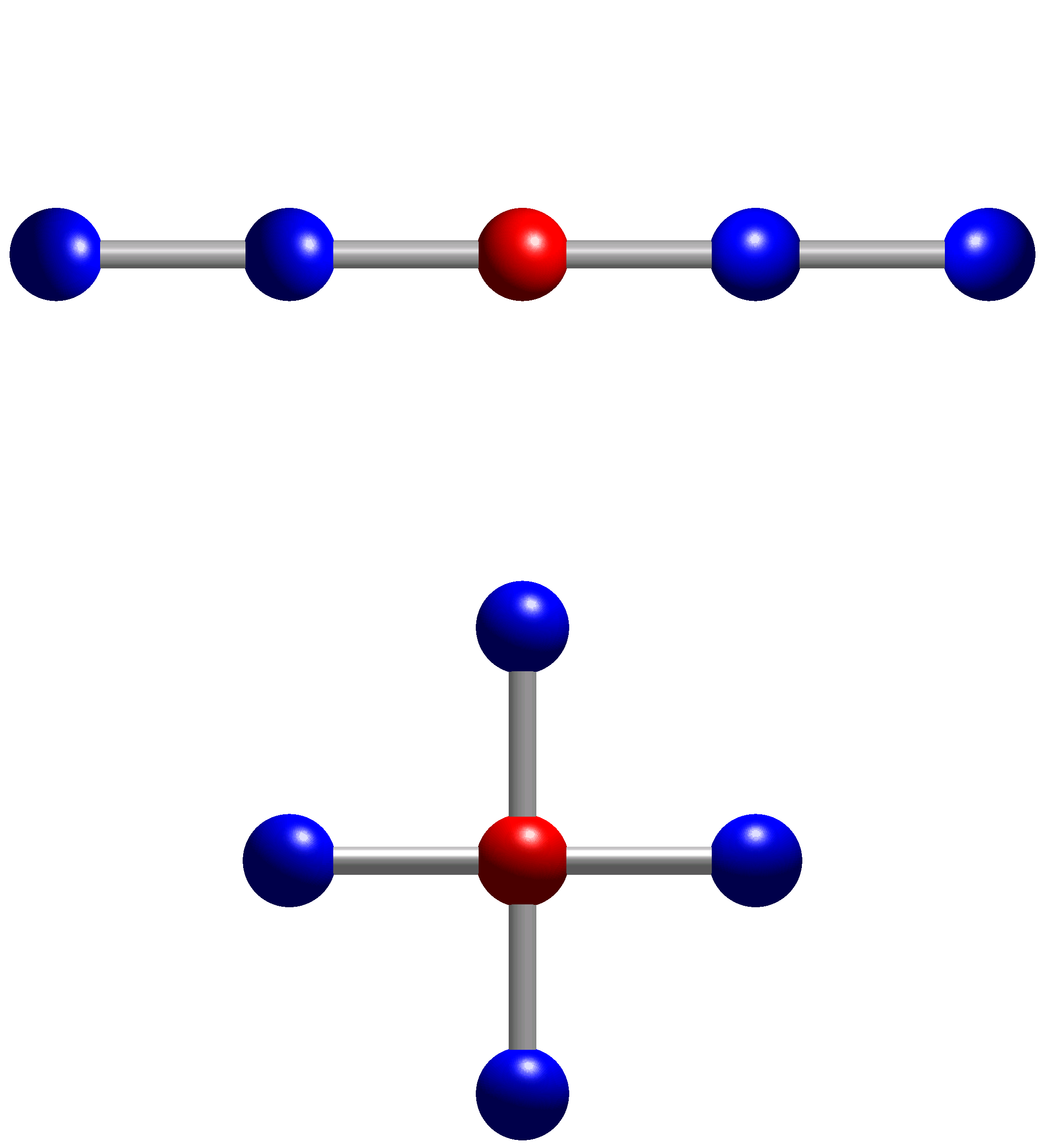
一維和二維下的五點模版

数值分析中，假定是一維或二維的正方形格點，五點模版的點是由其四個鄰點所組成的模版。會用五點模版來將格點上的导数用有限差分來近似。這是數值微分的應用。

## 一維
一維下，假設各點之間的距離是h，則五點模板的五個點會是
{\displaystyle \{x-2h,x-h,x,x+h,x+2h\}.}

### 一維一階導數
實變數函数 f在點x的一階導數可以用五點模版近似如下：
{\displaystyle f'(x)\approx {\frac {-f(x+2h)+8f(x+h)-8f(x-h)+f(x-2h)}{12h}}}
上式中，沒有用到中心點位置的值f(x)，只有用到其他四點。

#### 推導
此公式可以用{\displaystyle f(x\pm h)}和{\displaystyle f(x\pm 2h)}在{\displaystyle a}的四個泰勒级数求得，泰勒級數寫到h3項，計算在{\displaystyle a=x\mp h}和{\displaystyle a=x\mp 2h}的級數，找到共同項{\displaystyle f^{(k)}(x)}的資訊，再用四個方程f ′(x)，可以得到在x + h點和x − h點時：
{\displaystyle f(x\pm h)=f(x)\pm hf'(x)+{\frac {h^{2}}{2}}f''(x)\pm {\frac {h^{3}}{6}}f^{(3)}(x)+O_{1\pm }(h^{4}).\qquad (E_{1\pm }).}
計算{\displaystyle (E_{1+})-(E_{1-})}可以得到
{\displaystyle f(x+h)-f(x-h)=2hf'(x)+{\frac {h^{3}}{3}}f^{(3)}(x)+O_{1}(h^{4}).\qquad (E_{1}).}
剩餘項O1(h4)階數必定是h5，不會是h4，因為若h4項已經寫成(E1+)和(E1−)，會透過以下計算f(x + h) − f(x − h)而消去，而更高次的剩餘項沒有處理，會留下來（如下）。
類似的，也可以得到下式
{\displaystyle f(x\pm 2h)=f(x)\pm 2hf'(x)+{\frac {4h^{2}}{2!}}f''(x)\pm {\frac {8h^{3}}{3!}}f^{(3)}(x)+O_{2\pm }(h^{4}).\qquad (E_{2\pm })}
計算{\displaystyle (E_{2+})-(E_{2-})}可得
{\displaystyle f(x+2h)-f(x-2h)=4hf'(x)+{\frac {8h^{3}}{3}}f^{(3)}(x)+O_{2}(h^{5}).\qquad (E_{2}).}
為了消去ƒ(3)(x)，計算8 × (E1) − (E2)
{\displaystyle 8f(x+h)-8f(x-h)-f(x+2h)+f(x-2h)=12hf'(x)+O(h^{5})}
可以得到上式。注意：公式中f的係數(8, -8,-1,1)是更通用Savitzky–Golay濾波器的例子。

#### 誤差估計
此近似的誤差的階數是 h 4，可以用下式展開求得
{\displaystyle {\frac {-f(x+2h)+8f(x+h)-8f(x-h)+f(x-2h)}{12h}}=f'(x)-{\frac {1}{30}}f^{(5)}(x)h^{4}+O(h^{5})}
可以用泰勒级数的的左邊展開求得。另外，對格點上{\displaystyle f'(x)}的中心差分近似，間距是2h和h，應用理查德森外推法也可得到類似結果。

### 一維更高階導數
可以用五點模版的中心差分公式，求得更高階的導數如下
{\displaystyle {\begin{aligned}f''(x)&\approx {\frac {-f(x+2h)+16f(x+h)-30f(x)+16f(x-h)-f(x-2h)}{12h^{2}}}\\[1ex]f^{(3)}(x)&\approx {\frac {f(x+2h)-2f(x+h)+2f(x-h)-f(x-2h)}{2h^{3}}}\\[1ex]f^{(4)}(x)&\approx {\frac {f(x+2h)-4f(x+h)+6f(x)-4f(x-h)+f(x-2h)}{h^{4}}}\end{aligned}}}
上述近似的誤差分別是O(h4)、O(h2)和O(h2)。

### 和拉格朗日插值多項式的關係
另一個推導的方式，是用拉格朗日多項式的微分求得
{\displaystyle \ell _{j}(\xi )=\prod _{i=0,\,i\neq j}^{k}{\frac {\xi -x_{i}}{x_{j}-x_{i}}},}
其插值點是
{\displaystyle x_{0}=x-2h,\quad x_{1}=x-h,\quad x_{2}=x,\quad x_{3}=x+h,\quad x_{4}=x+2h.}
而在這五點插值f(x)的四次多項式{\displaystyle p_{4}(x)}是
{\displaystyle p_{4}(x)=\sum _{j=0}^{4}f(x_{j})\ell _{j}(x)}
導數是
{\displaystyle p_{4}'(x)=\sum _{j=0}^{4}f(x_{j})\ell '_{j}(x).}
因此，f ′(x)在中點x = x2的有限差分近似為
{\displaystyle f'(x_{2})=\ell _{0}'(x_{2})f(x_{0})+\ell _{1}'(x_{2})f(x_{1})+\ell _{2}'(x_{2})f(x_{2})+\ell _{3}'(x_{2})f(x_{3})+\ell _{4}'(x_{2})f(x_{4})+O(h^{4})}
計算五個拉格朗日多項式在x = x2的導數可以得到一樣的加權係數。若要延伸到非均勻格點，此方式會更加直接。

## 二維
二維下，若方格的長寬都是h，一個點(x, y)的五點模版為
{\displaystyle \{(x-h,y),(x,y),(x+h,y),(x,y-h),(x,y+h)\},}
形成一個稱為梅花形（quincunx）的形狀，此模版可以近似雙變數函數的拉普拉斯算子
{\displaystyle \nabla ^{2}f(x,y)\approx {\frac {f(x-h,y)+f(x+h,y)+f(x,y-h)+f(x,y+h)-4f(x,y)}{h^{2}}}.}
此近似的誤差為O(h 2)，說明如下：
用函數對x和y的三點模版二階導數可得：
{\displaystyle {\begin{aligned}{\frac {\partial ^{2}f}{\partial x^{2}}}&={\frac {f\left(x+\Delta x,y\right)+f\left(x-\Delta x,y\right)-2f(x,y)}{\Delta x^{2}}}-2{\frac {f^{(4)}(x,y)}{4!}}\Delta x^{2}+\cdots \\[1ex]{\frac {\partial ^{2}f}{\partial y^{2}}}&={\frac {f\left(x,y+\Delta y\right)+f\left(x,y-\Delta y\right)-2f(x,y)}{\Delta y^{2}}}-2{\frac {f^{(4)}(x,y)}{4!}}\Delta y^{2}+\cdots \end{aligned}}}
若假設{\displaystyle \Delta x=\Delta y=h}:
{\displaystyle {\begin{aligned}\nabla ^{2}f&={\frac {\partial ^{2}f}{\partial x^{2}}}+{\frac {\partial ^{2}f}{\partial y^{2}}}\\[1ex]&={\frac {f\left(x+h,y\right)+f\left(x-h,y\right)+f\left(x,y+h\right)+f\left(x,y-h\right)-4f(x,y)}{h^{2}}}-4{\frac {f^{(4)}(x,y)}{4!}}h^{2}+\cdots \\[1ex]&={\frac {f\left(x+h,y\right)+f\left(x-h,y\right)+f\left(x,y+h\right)+f\left(x,y-h\right)-4f(x,y)}{h^{2}}}+O\left(h^{2}\right)\\\end{aligned}}}